# احساس سوختن
احساس سوختن (انگلیسی: Burning Sensation) اولین آلبوم چندآهنگه از گروه پسرانۀ اهل کره جنوبی اس‌اف۹ است که در ۶ فوریه ۲۰۱۷ توسط اف‌ان‌سی انترتیمنت منتشر شد. این آلبوم از شش قطعه، از جمله «سر و صدا» تشکیل شده است.

## موفقیت تجاری
آلبوم بیش از ۳۳۹۹۷ نسخه در کره جنوبی فروخت. در جدول گائون کره در رتبه سوم قرار گرفت.